# Aureliu Ciocoi
Aureliu Ciocoi (ur. 5 czerwca 1968 w Kiszyniowie) – mołdawski dyplomata, w latach 2019–2020 i ponownie w latach 2020–2021 minister spraw zagranicznych, od grudnia 2020 do sierpnia 2021 pełniący obowiązki premiera Mołdawii.

## Życiorys
W latach 80. trenował strzelectwo. W latach 1985–1992 studiował na wydziale dziennikarstwa i komunikacji Państwowego Uniwersytetu Mołdawskiego, w międzyczasie odbywając służbę wojskową. W latach 1992–1994 kształcił się w SNSPA w Bukareszcie. Później odbywał studia doktoranckie na Uniwersytecie Bukareszteńskim. Na przełomie lat 80. i 90. pracował jako dziennikarz, potem podjął pracę w mołdawskim ministerstwie spraw zagranicznych. Był szefem sekcji Rady Europy (1998–2001, 2004–2005), pierwszym sekretarzem (2001–2004) oraz radcą (2007–2009) w ambasadzie w Niemczech oraz szefem dyrekcji Rady Europy i praw człowieka (2005–2008). W latach 2009–2010 tymczasowo kierował ambasadą Mołdawii w Niemczech i Danii, po czym do 2015 sprawował urząd ambasadora w tych państwach. Po powrocie do Mołdawii w 2015 stał na czele dyrekcji bezpieczeństwa międzynarodowego w ministerstwie. Następnie do 2017 pełnił funkcję ambasadora w Chinach, a w 2017 przez kilka miesięcy był ambasadorem w Stanach Zjednoczonych. Później w randze ambasadora pozostawał pracownikiem resortu spraw zagranicznych.
W czerwcu 2018 został doradcą prezydenta Igora Dodona do spraw polityki zagranicznej. W listopadzie 2019 objął urząd ministra spraw zagranicznych i integracji europejskiej, dołączając do rządu Iona Chicu. W marcu 2020 powrócił na poprzednie stanowisko w administracji prezydenckiej, jednak w listopadzie tegoż roku ponownie objął kierownictwo resortu spraw zagranicznych. 31 grudnia 2020 urzędująca od kilku dni prezydent Maia Sandu, dążąca do przeprowadzenia przedterminowych wyborów parlamentarnych, powierzyła mu pełnienie obowiązków premiera Mołdawii. 6 sierpnia 2021 zakończył pełnienie obowiązków premiera, a także wykonywanie funkcji ministra, gdy po przedterminowych wyborach z lipca tegoż roku nowym premierem została Natalia Gavrilița z Partii Akcji i Solidarności.